# Nago, Okinawa
Nago là một thành phố của Nhật Bản, ở phía Bắc đảo Okinawa. Đây là nơi mà vào năm 2000 đã diễn ra hội nghị thượng đỉnh G8. Nơi đây còn có các văn phòng khu vực phía Bắc của chính quyền tỉnh Okinawa. Okinawa đang xây dựng Nago trở thành một trung tâm công nghệ cao và tài chính không chỉ của Nhật Bản mà còn cả của Đông Á. Nhiều công ty trong ngành công nghệ thông tin và viễn thông, các bộ phận quản lý thông tin của các tập đoàn đa quốc gia và các công ty tài chính của Nhật Bản và nước ngoài đã được thu hút vào các Khu Nago Mutimedia Center và Nago Industry Support Center. Từ sân bay Naha, có thể đến Nago bằng xe buýt theo đường cao tốc Okinawa.

## Thư viện ảnh

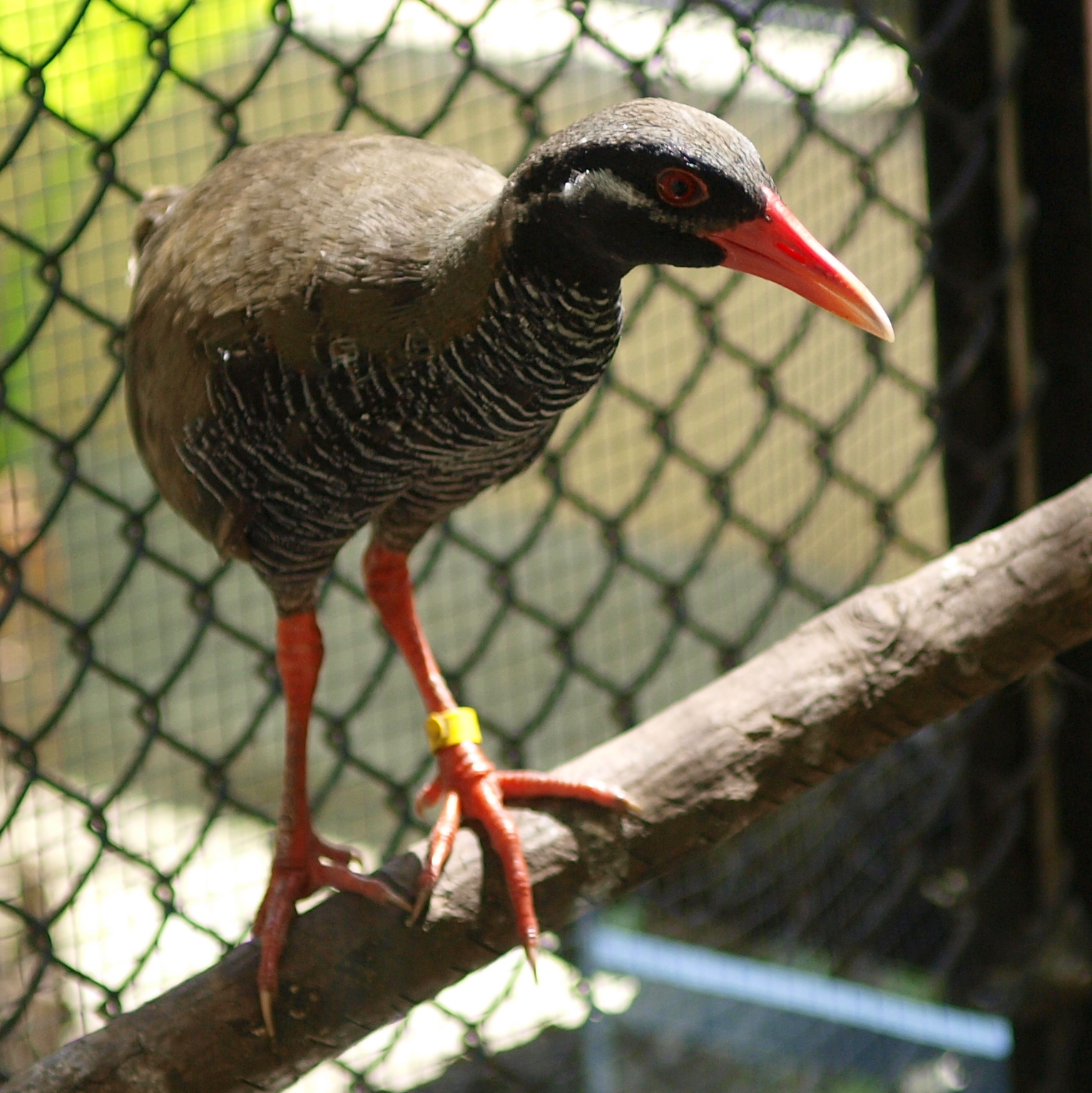
ネオパークオキナワ
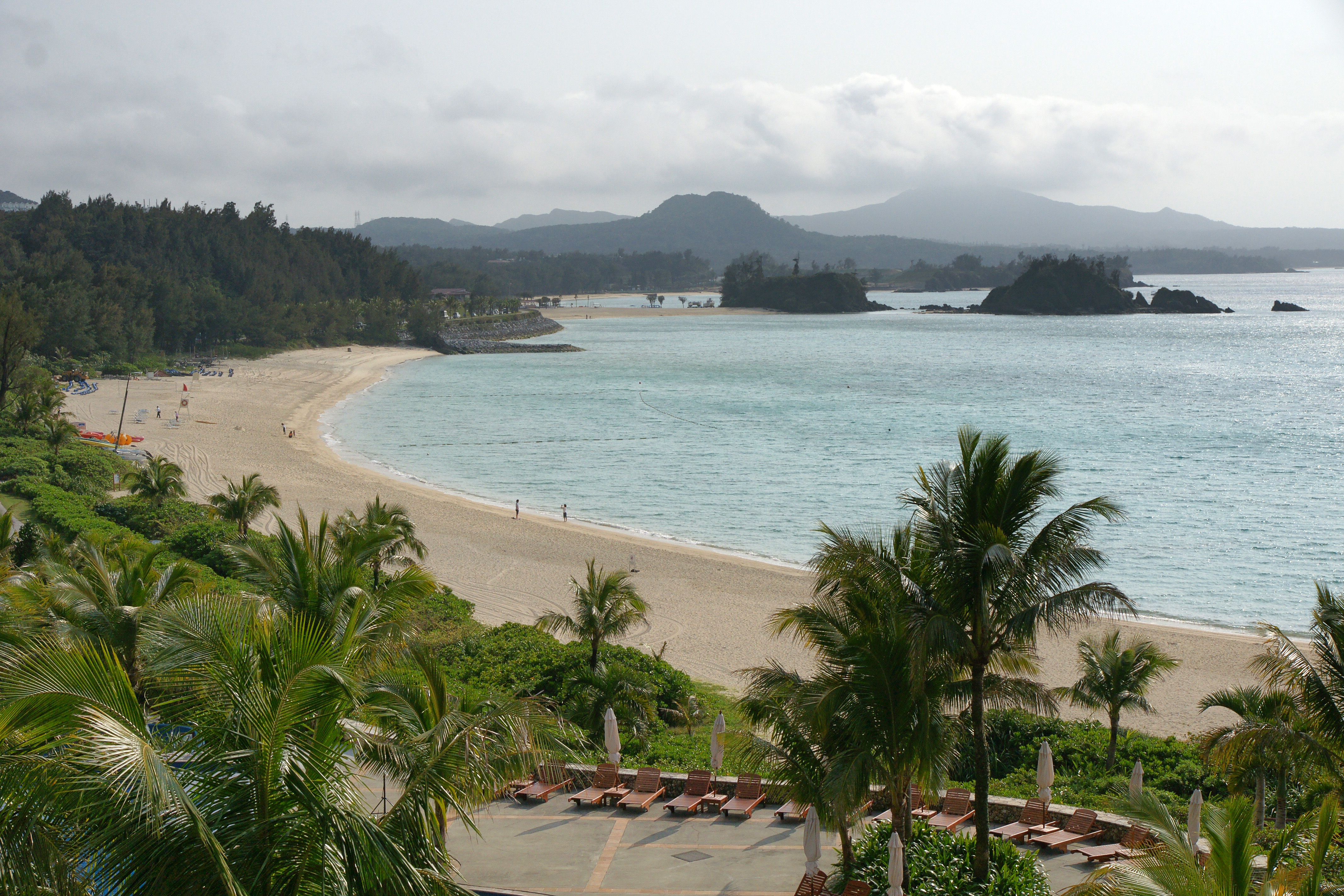
部瀬名岬
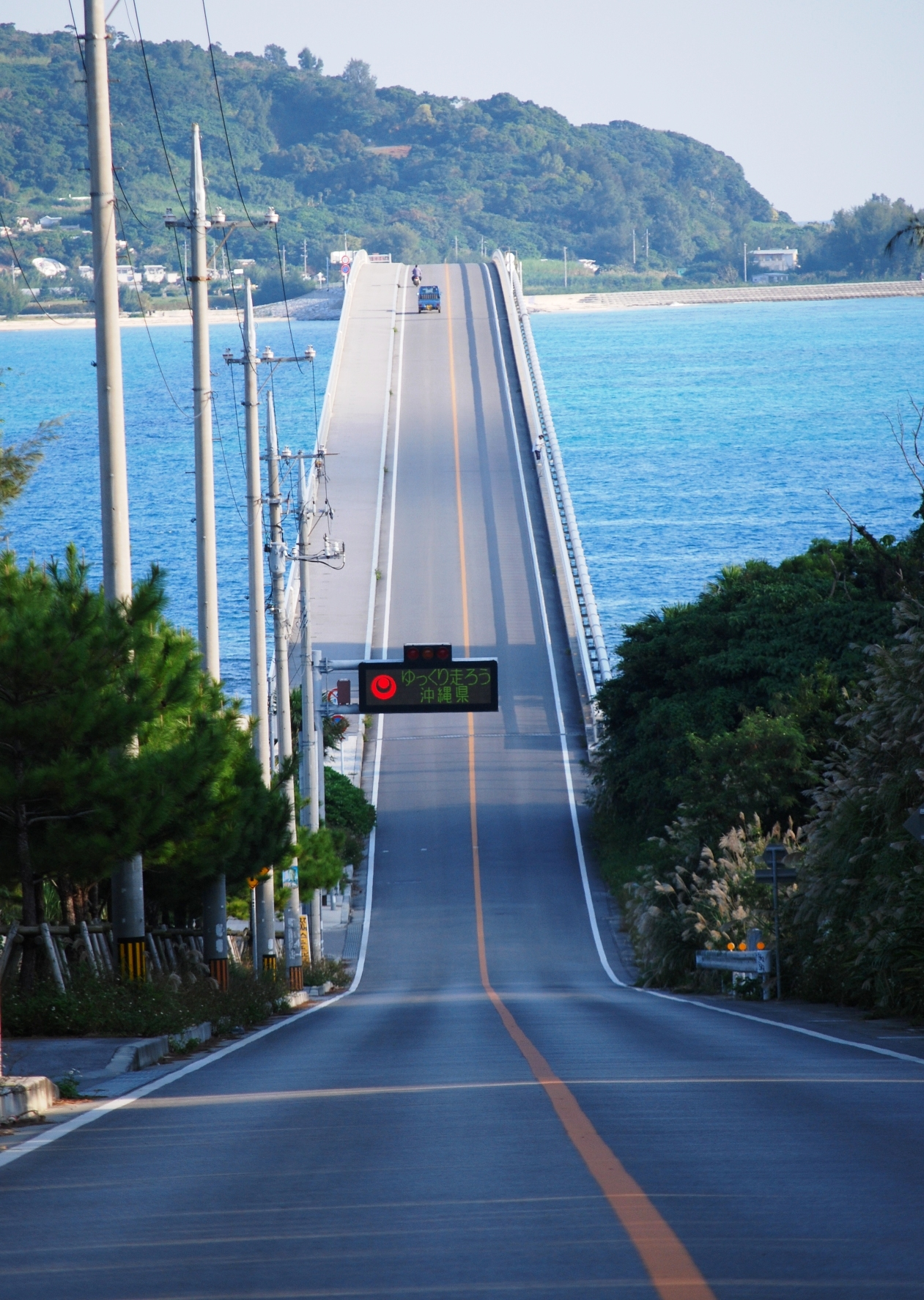
古宇利大橋
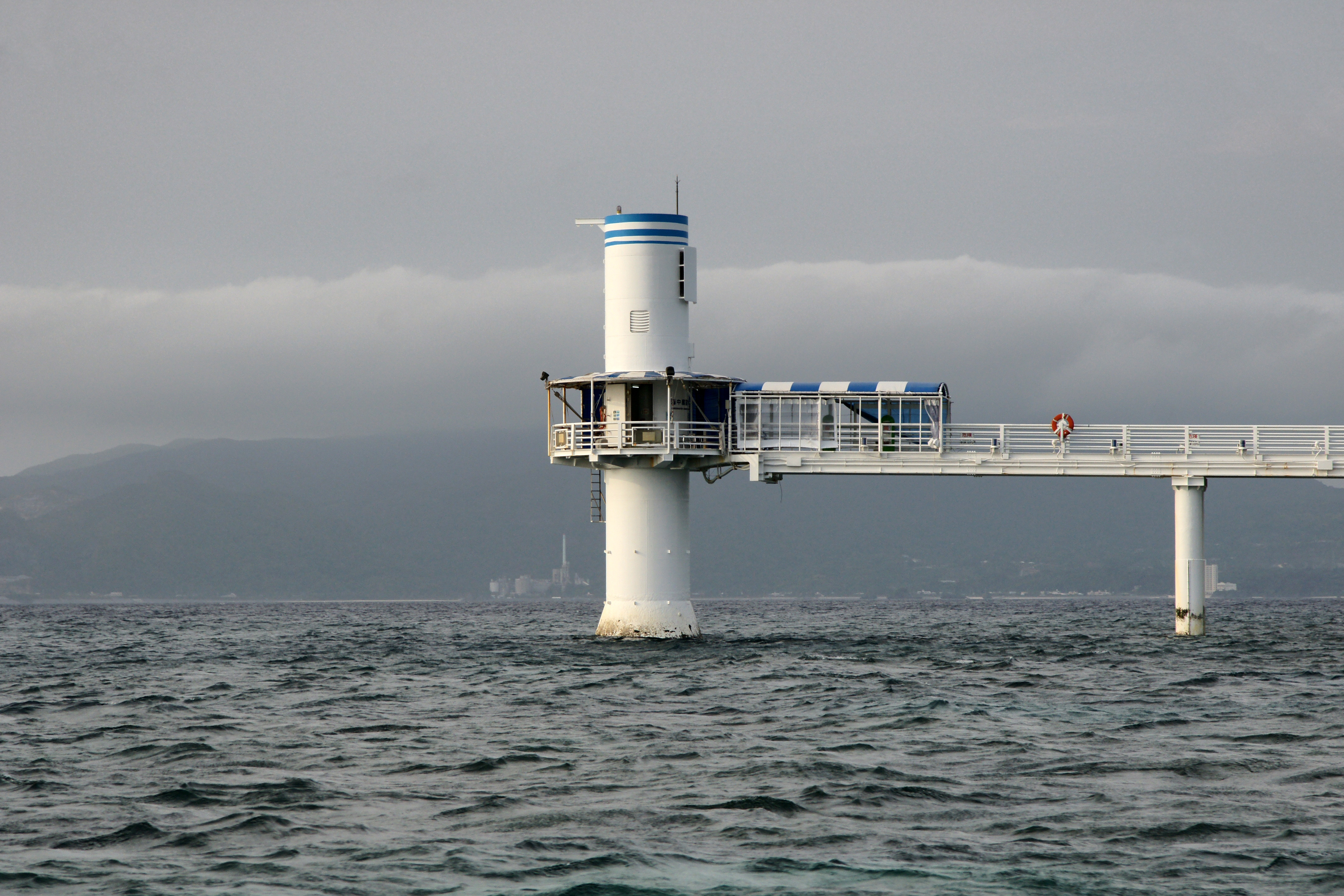
ブセナ海中公園
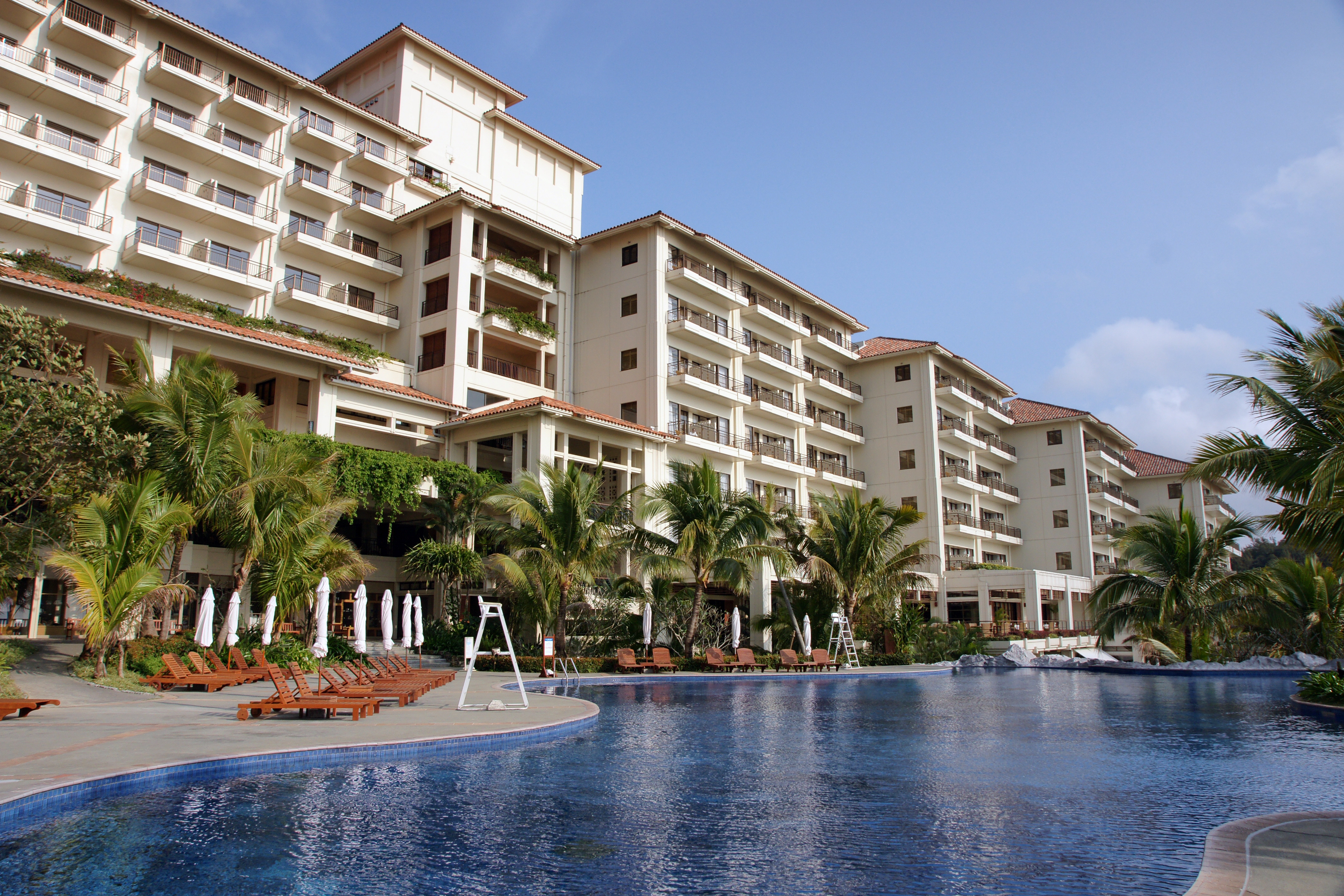
ザ・ブセナテラス
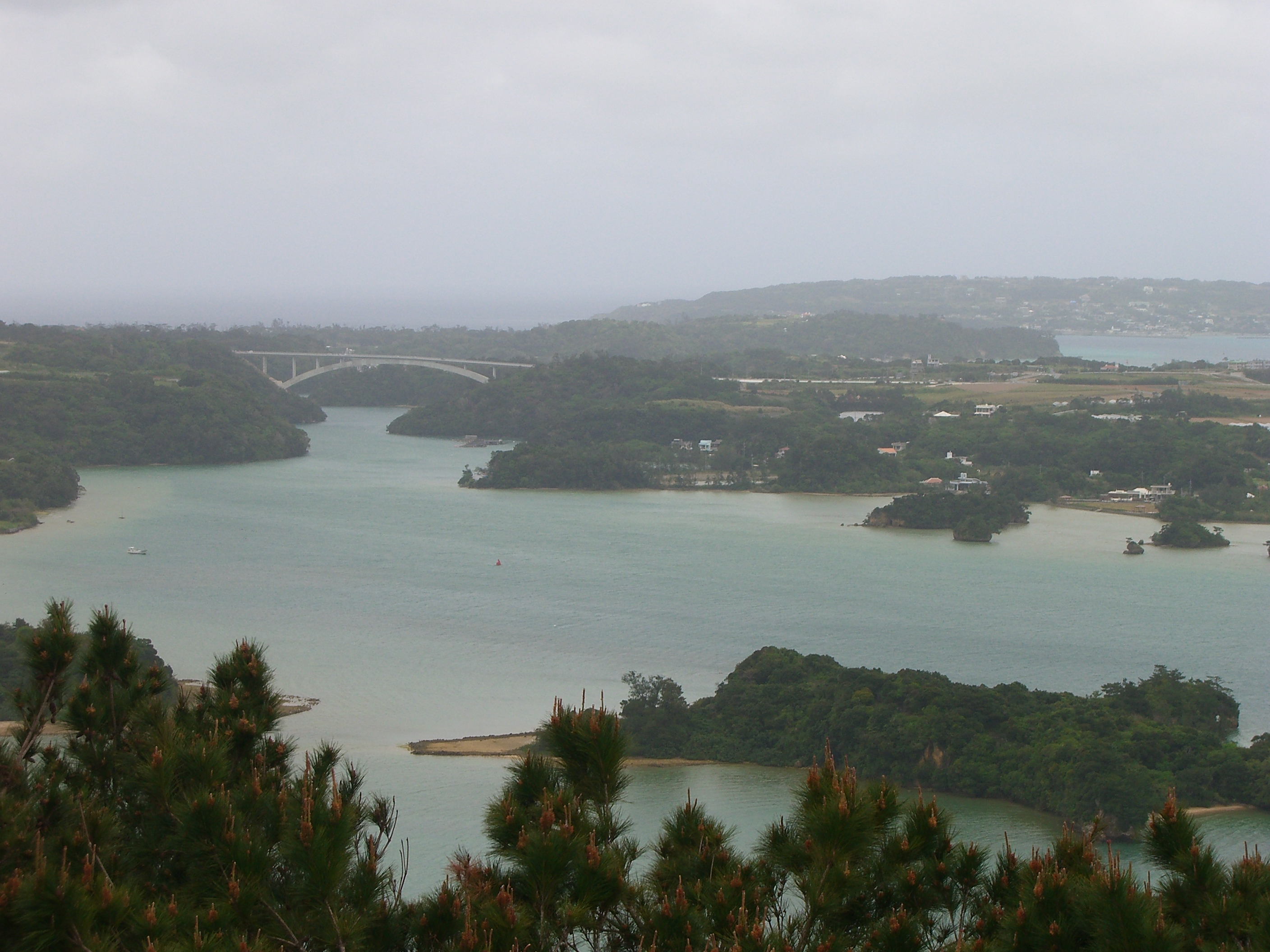
羽地内海
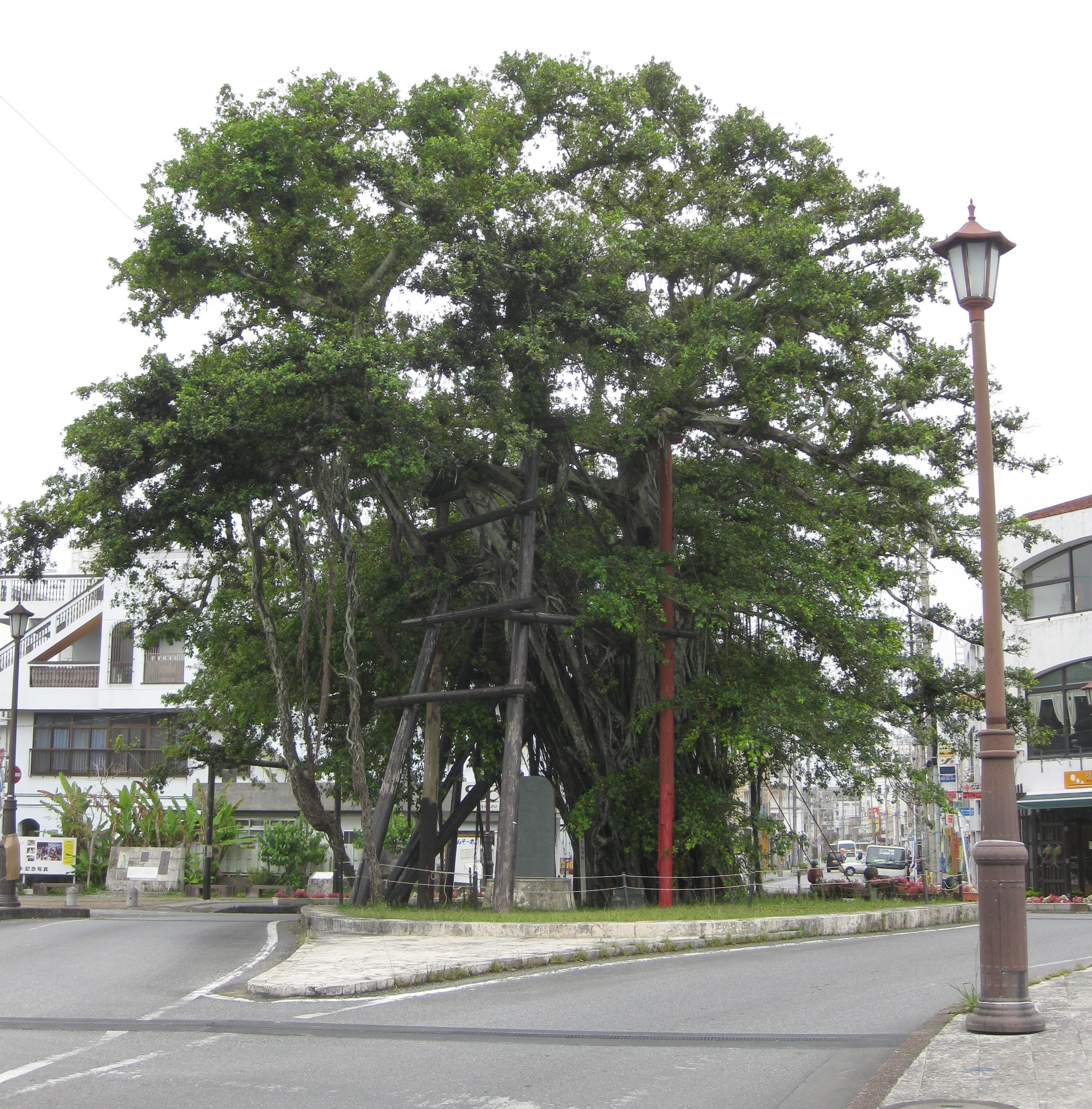
ひんぷんガジュマル
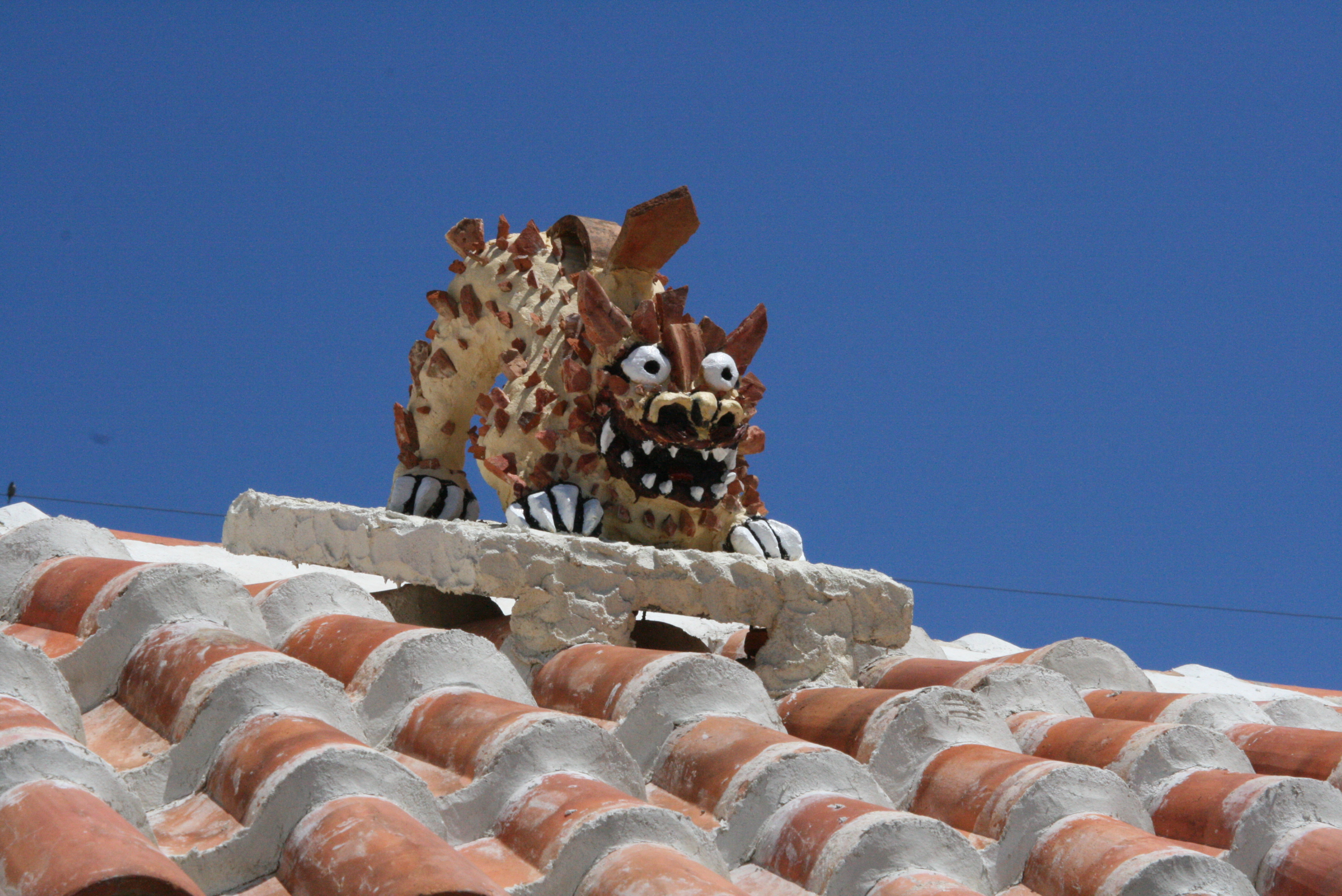
シーサー